# Gerstensuppe

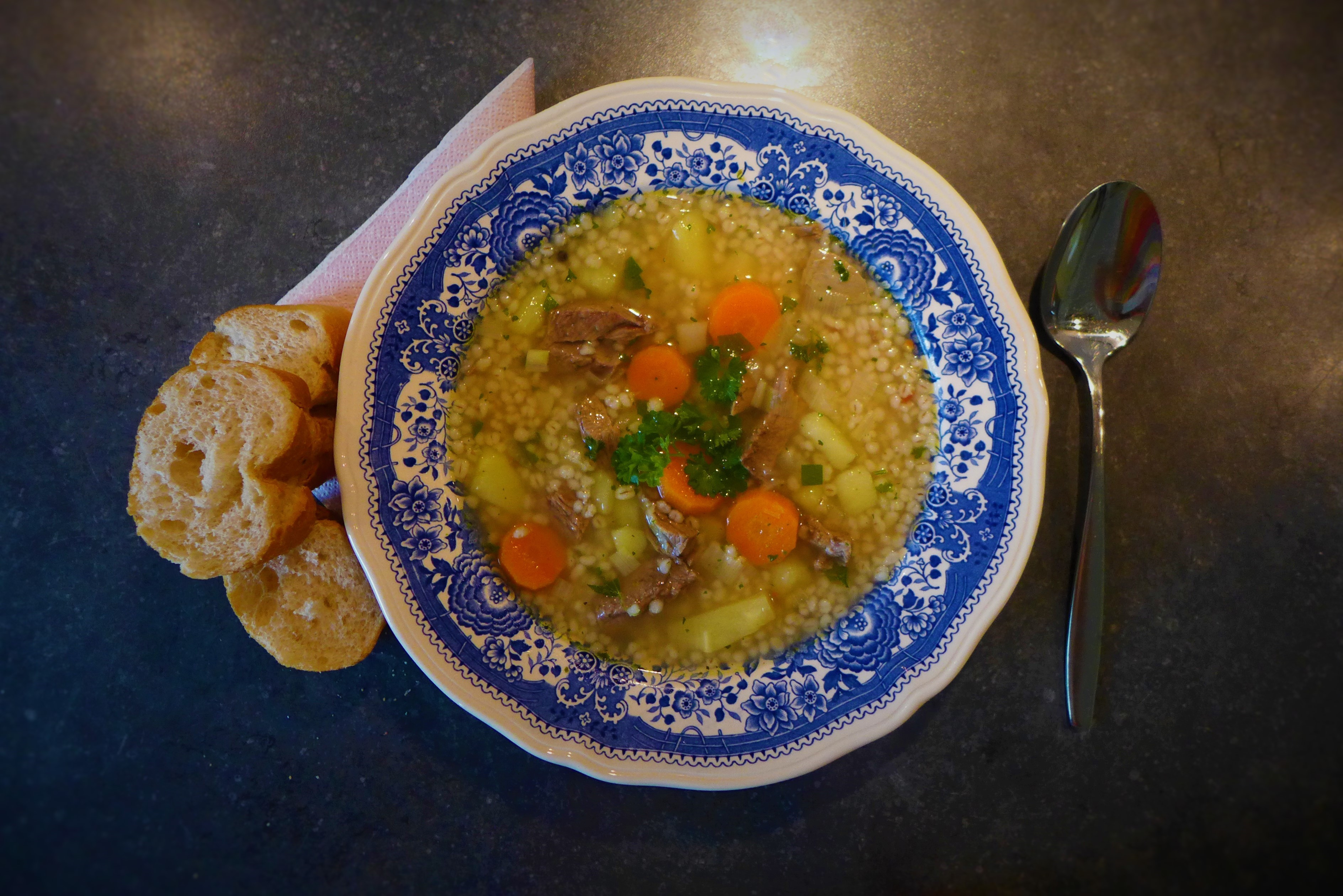
Gerstengraupensuppe mit Rindfleischeinlage, Kartoffeln und Suppengemüse

Als Gerstensuppe bezeichnet man Suppen und Eintöpfe auf der Basis von Gerste und Gerstengraupen.

## Geschichte
Bis ins 19. Jahrhundert blieben Suppe und Brei aus Gerste, Graupen und Hülsenfrüchten Bestandteil der Ernährung auf Hochseeschiffen. Die Hamburger Seemannsordnung von 1854 schrieb ein 3/4 Pfund Graupen oder Mehl zur Sättigung pro Tag vor. Die Ulmer Gerstlsuppe wurde nach der Stadt Ulm benannt, die früher als Zentrum der Getreideverarbeitung galt (Ulmer Gerste).

## Varianten
- Französische Gerstensuppe (Creme d’orge). Für diese Gerstenschleimsuppe wird Gerste in einer Kalbsvelouté gekocht, passiert und mit Sahne verfeinert.
- Westfälische Gerstensuppe (Creme d’orge à la westphalienne). Für diese Gerstenschleimsuppe wird Gerste in Schinkenbrühe gekocht. Anschließend wird die Suppe mit Sahne gebunden. Vor dem Servieren werden gegarte Würfel von Schinken, Möhren, Sellerie und Kartoffeln dazugegeben.
- Als Graupensuppe bezeichnet man einen einfachen Eintopf der klassischen Küche, bei dem Graupen blanchiert und anschließend gekocht werden. Dazu werden regional verschiedene Brühen und andere Zutaten wie Gemüse, Kartoffeln, Fleisch und Wurst hinzugegeben.
- Bündner Gerstensuppe (rätoromanisch Schuppa da giutta grischuna). Benannt nach dem Schweizer Kanton Graubünden. Für diese klare Suppe kocht man Rollgerste (Schweizer Hochdeutsch für Graupen) in Brühe, anschließend gibt man Würfel von Bündnerfleisch, Schinken, Speck oder Wurst sowie Kartoffeln, Knollensellerie und anderes Wurzelgemüse hinzu.[3]
- Ulmer Gerstlsuppe ist eine österreichische Spezialität. Dafür bindet man Rindssuppe mit einer Legierung aus Eiern und Rahm. Anschließend gibt man gekochte Perlgraupen hinzu.
- Ritschert ist ein Rollgersteneintopf, der in den gesamten Ostalpen von Bayern bis in die Krain verbreitet ist. Hauptzutaten sind Hülsenfrüchte, Geselchtes und Erdäpfel. Das prägende Gewürz ist Kerbel.